# フエンヒローラの戦い
フエンヒローラの戦い (フエンヒローラのたたかい、ポーランド語: Bitwa pod Fuengirolą スペイン語: Batalla de Fuengirola 英語: Battle of Fuengirola) は、半島戦争中の1810年10月15日、フランス方のワルシャワ公国の守備隊が籠るフエンヒローラのソアイル城（中世後ウマイヤ朝時代の石造りの城）を、アンドリュー・ブレイニー率いるイギリス・スペイン連合軍が攻撃した戦い。ブレイニーは海沿いのソアイル城に対して水陸両面から攻撃を仕掛け、激しい砲撃を浴びせた。城を守るのは、フランス帝国とともに半島戦争に参加していたワルシャワ公国軍第4歩兵連隊のポーランド人だった。彼らはわずか300人から500人の兵力で圧倒的多数の敵の猛攻を耐えたばかりか、イギリス軍の第89歩兵連隊などに大打撃を与え、高名な敵将ブレイニーまでも捕虜とする大勝利を挙げた。この功績により、フランス皇帝ナポレオン・ボナパルトは戦闘に参加したポーランド人将校たちに自らレジオンドヌール勲章を授けた。

## 背景
フエンヒローラは、中世には重要な貿易拠点として栄えた。後ウマイヤ朝のアブド・アッラフマーン3世は、海からの攻撃を防ぐため、地中海とフエンヒローラ川の間にソアイル城を建設した。時代が下って19世紀初頭の半島戦争では、コスタ・デル・ソル地域は最重要地域とは見なされず、フランス軍はほとんど抵抗を受けずこの地域を占領した。1810年までは、民衆の抵抗運動もほとんど無いに等しかった。そのような安定した地域であったため、1810年10月、内陸の戦いで大打撃を被ったワルシャワ公国軍が、休息を兼ねて守備を任されることになったのである。
ソアイル城には、ワルシャワ公国軍第4歩兵連隊の150人と、 11騎のフランス竜騎兵が守備隊として入り、フランツィシェク・ムウォコシェヴィチ大尉が指揮を執ることになった。近隣の街では同様に、ミハスにエウスタヒ・ヘウミツキ中尉と歩兵60人、アラウリンにブロニシュ少佐と歩兵200人・竜騎兵40騎が駐屯した。これらの守備隊はすべて、マラガに駐屯しているホレイス・セバスティアニ将軍の軍団の麾下にあった。軍団全体では兵数1万人を数え、ジブラルタルのイギリス軍からアンダルシア南部のスペインの反フランスパルチザンへ武器が流されるのを防ぐ任を負っていた。
1810年秋、イギリスのブレイニー少将は遠征軍を率いてジブラルタルを出発し、マラガを奇襲で奪う計画を立てた。小さなフエンヒローラの諸要塞が守るだけの海岸は、イギリス軍の上陸に最適な地と判断された。またスペインのパルチザンが、この地域の守りが薄くなっていることをイギリス軍に伝えてきた。10月、ブレイニーは第89歩兵連隊を招集した。この軍は、フランス軍から逃れてきた兵からなる歩兵大隊や砲艦隊、スペインのトレド連隊などから構成されていた。当初の兵力は、艦隊の兵員を除くと1700人であった。彼らを載せる艦隊は、HMS トパーズとHMS スパロウホークという2隻のフリゲート、5隻の砲艦、数隻のブリッグ、輸送スループから成っていた。

## 戦闘

### 開戦と1日目
10月14日、フエンヒローラの2マイル南西のラ・カラ・デル・モラルにイギリス艦隊が現れた。イギリス軍が上陸すると、小規模なスペインのパルチザン諸部隊が合流した。ブレイニーは陸軍を率いて海岸沿いに北上し、これに艦隊も並行して移動した。午後2時、イギリス軍がソアイル城に到達し、ブレイニーは守備隊に降伏を勧告した。ムウォコシェヴィチがこれを拒んだため、イギリス艦隊の砲艦が城への砲撃を始めた。
圧倒的不利な状況下でポーランド兵はよく持ちこたえ、逆にザクジェフスキ軍曹らがイギリス艦隊の砲艦を1隻戦闘不能にする戦果を挙げた。防衛側の2門の大砲は軽量で射程が長かったため、残りのイギリス砲艦はその射程外に後退せざるを得なかった。一方ブレイニーは、2隻のフリーゲートの支援砲撃の元で正面突撃を仕掛けたが、歩兵連隊のグラント少佐が戦死するなどして撤退を余儀なくされた。

### 砲台をめぐる攻防
夜の間、イギリス軍は砲艦の大砲を陸揚げし、工兵たちが城壁の近くに2つの砲台を建設して壁を破壊しようとした。しかしその頃、砲声を聞いて事態を把握したヘウミツキ中尉率いるミハス守備隊が夜陰に紛れてイギリス軍の戦列を通り抜け、ソアイル城守備隊との合流を果たしていた。翌15日朝にはアラウリンのブロニシュ少佐の部隊も状況を知り、ミハス城へ向かった。ブレイニーの命令でミハス奪取に向かっていた450人のスペイン人・ドイツ人部隊と遭遇したブロニシュ隊は、銃剣突撃によってこれを撃退した。
15日朝、ソアイル城へのイギリス軍の砲撃は激しさを増し、城の塔の一つを破壊した。午後2時ごろ、イギリスのフリーゲートHMS ロドニーやスペインの軍艦がフエンヒローラに到着し、第82歩兵連隊の932人が攻城軍に加わった。これに対し、ムウォコシェヴィチは負傷兵を城に残し、130人の兵を率いて敵の砲台を奇襲した。攻城軍は完全に虚を突かれ、砲台の丘を守っていたスペイン軍部隊は10分の1の数に過ぎない敵を相手に混乱状態に陥り撤退した。砲台を奪ったポーランド兵は、逆にその大砲で攻城軍の陣営を砲撃し始めた。ポーランド軍に経験ある砲兵将校がいなかったため、弾はほとんど命中しなかったが、攻城軍の再編を妨げるには十分だった。
30分ほどして、海岸でようやく部隊を再編したブレイニーは、砲台の再奪取を命じた。数では圧倒的に劣る守備隊は、砲台の火薬を爆破して城へ撤退した。そこへアラウリンからのブロニシュ隊が到着し、追撃で戦列が伸び切っているイギリス・スペイン軍を左方から攻撃した。200人程ながらよく休息を取り装備も整った部隊の襲撃を受け、イギリス・スペイン軍は城へ逃げるムウォコシェヴィチ隊を追撃しきれなくなった。さらにほぼ時を同じくして、フランス軍第21竜騎兵隊の30騎がイギリス・スペイン軍の歩兵隊を奇襲し、イギリス・スペイン軍は浮足だし始めた。ブレイニーがポーランド隊に捕らえられたのち、イギリス・スペイン軍はポーランド兵に再々奪取された砲台から砲撃を受けながら、算を乱して逃亡した。

## その後
フエンヒローラでのポーランド軍の英雄的な勝利は、イギリス軍から見ると半島戦争中の数少ない決定的敗北であった。ブレイニーは1814年まで4年近くフランスの捕虜となっていた。後に彼は回想録の中でフエンヒローラの戦いの意義を弱めようと努め、自分を捕らえたのはポーランド人ではなく、同じくフランスに協力していたアイルランドの独立運動組織ユナイテッド・アイリッシュメンだと主張した。しかし事実として、彼が降伏した際に差し出したサーベルが現在ポーランド・クラクフのチャルトリスキ美術館に展示されている。
一部のイギリスの軍事史家は、イギリス軍が敗れたのはマラガからセバスティアニ将軍率いる大規模なフランス軍の援軍が到着したからである、と主張している。しかしセバスティアニ自身がスールト元帥に送った報告書によると、彼がフエンヒローラに到着したのは10月16日朝で、既に戦闘は終わっていたという。この問題に関する議論は現在でも続いている。